# Lepthercus rattrayi
Espèce
Lepthercus rattrayi est une espèce d'araignées mygalomorphes de la famille des Entypesidae.

## Distribution
Cette espèce est endémique du Cap-Oriental en Afrique du Sud,. Elle se rencontre vers East London.

## Description
Le mâle holotype mesure 14,5 mm et la femelle paratype 17,75 mm.
Le mâle décrit par Ríos-Tamayo et Lyle en 2020 mesure 9,60 mm et la femelle 13,68 mm.

## Publication originale
- Hewitt, 1917 : Descriptions of new South African Arachnida. Annals of the Natal Museum, vol. 3, p. 687-711 (texte intégral).